# Lophotoma metabula
Lophotoma metabula är en fjärilsart som beskrevs av Turner 1902. Lophotoma metabula ingår i släktet Lophotoma och familjen nattflyn. Inga underarter finns listade i Catalogue of Life.